# Radik Tagirow
Radik Tagirowicz Tagirow (ros. Радик Тагирович Тагиров; ur. w maju 1982 w Kinderi) – rosyjski seryjny morderca, znany jako Maniak znad Wołgi. W latach 2011–2012 zamordował 31 starszych kobiet.

## Biografia
Urodził się w maju 1982 w Kinderi (obecnie część Kazania), gdzie po ukończeniu szkoły pracował jako ślusarz. W 2009 został skazany za drobne kradzieże, po opuszczeniu zakładu karnego był bezdomny.

## Zbrodnie
Od marca 2011 do października 2012 działał w co najmniej 15 miastach, zwykle wzdłuż Wołgi, m.in.: Kazaniu, Uljanowsku, Niżnym Nowogrodzie, Ufie, Samarze, Iżewsku, Permie, Jekaterynburgu oraz Moskwie. Jego ofiarami były w większości samotne kobiety w wieku od 75 do 90 lat. Tagirow podszywał się pod hydraulika, elektryka lub pracownika socjalnego, aby dostać się do mieszkań ofiar. Atakował je, dusił gołymi rękami lub przedmiotami, takimi jak pasek czy poduszka, a następnie rabował cenne przedmioty i oszczędności. Kilka kobiet przeżyło atak.

## Śledztwo i zatrzymanie
Połączenie spraw w regionach nadwołżańskich doprowadziło do powstania wspólnej grupy śledczej. Policja zbierała materiał genetyczny oraz odciski obuwia – przeprowadzono ponad 5000 ekspertyz dotyczących około 10 000 podejrzanych. 1 grudnia 2020 został zatrzymany w Kazaniu dzięki nagraniom z monitoringu, analizie DNA i śladom butów. Przyznał się do 25 morderstw, a następnie do 31.

## Proces i wyrok
W październiku 2022 rozpoczął się jego proces. 21 marca 2024 Sąd Najwyższy Republiki Tatarstanu skazał go na karę dożywotniego pozbawienia wolności za 31 zabójstw oraz usiłowanie trzech kolejnych.